# Facundo Guichón
Facundo Jeremías Guichón Sisto, noto semplicemente come Facundo Guichón (Florida, 8 febbraio 1991), è un calciatore uruguaiano, centrocampista svincolato.

## Palmarès

### Competizioni nazionali
- Segunda División: 1

Alavés: 2015-2016